# Mont Afrique
Pour les articles homonymes, voir Afrique (homonymie).

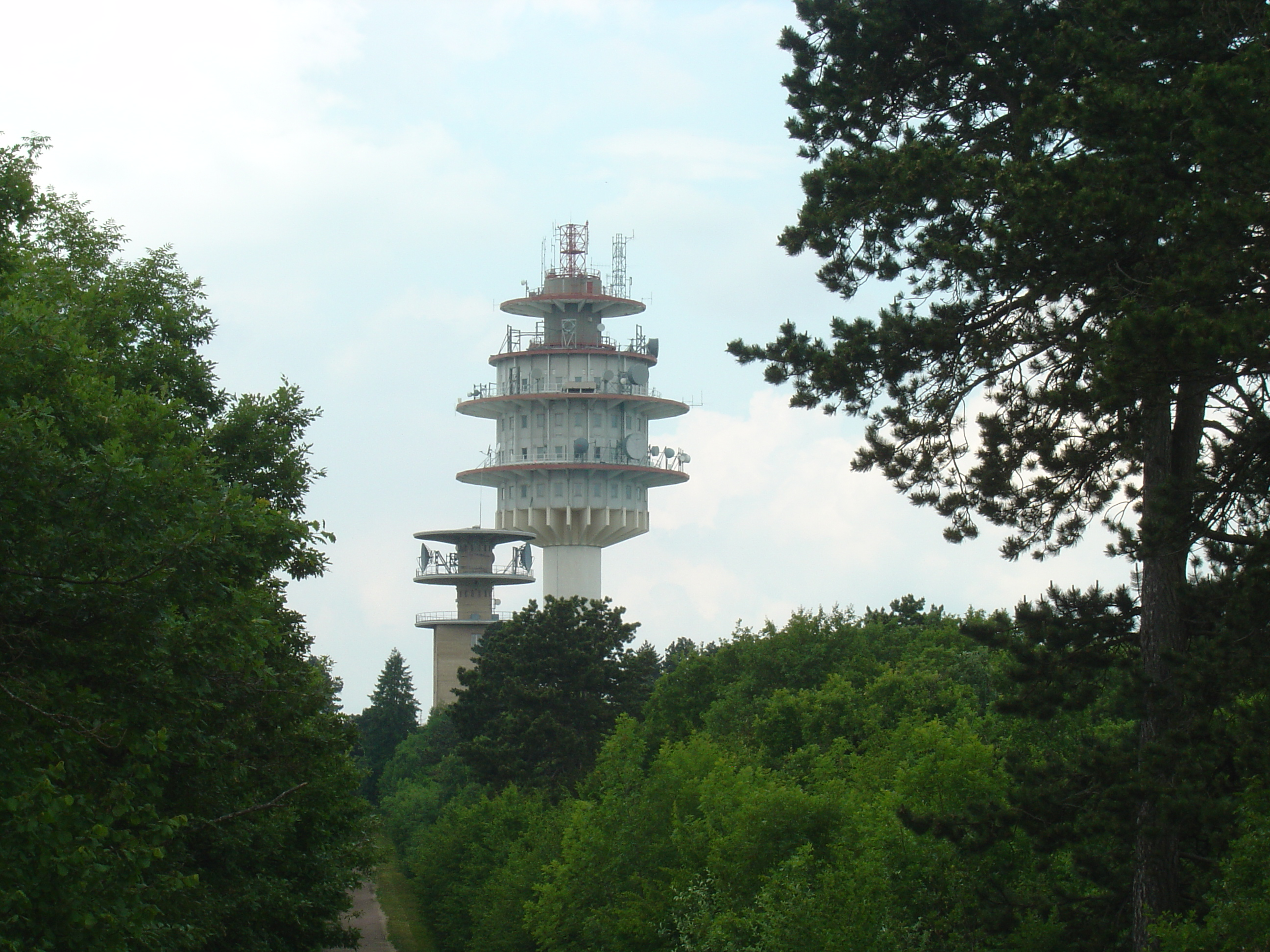
Relais de télécommunications

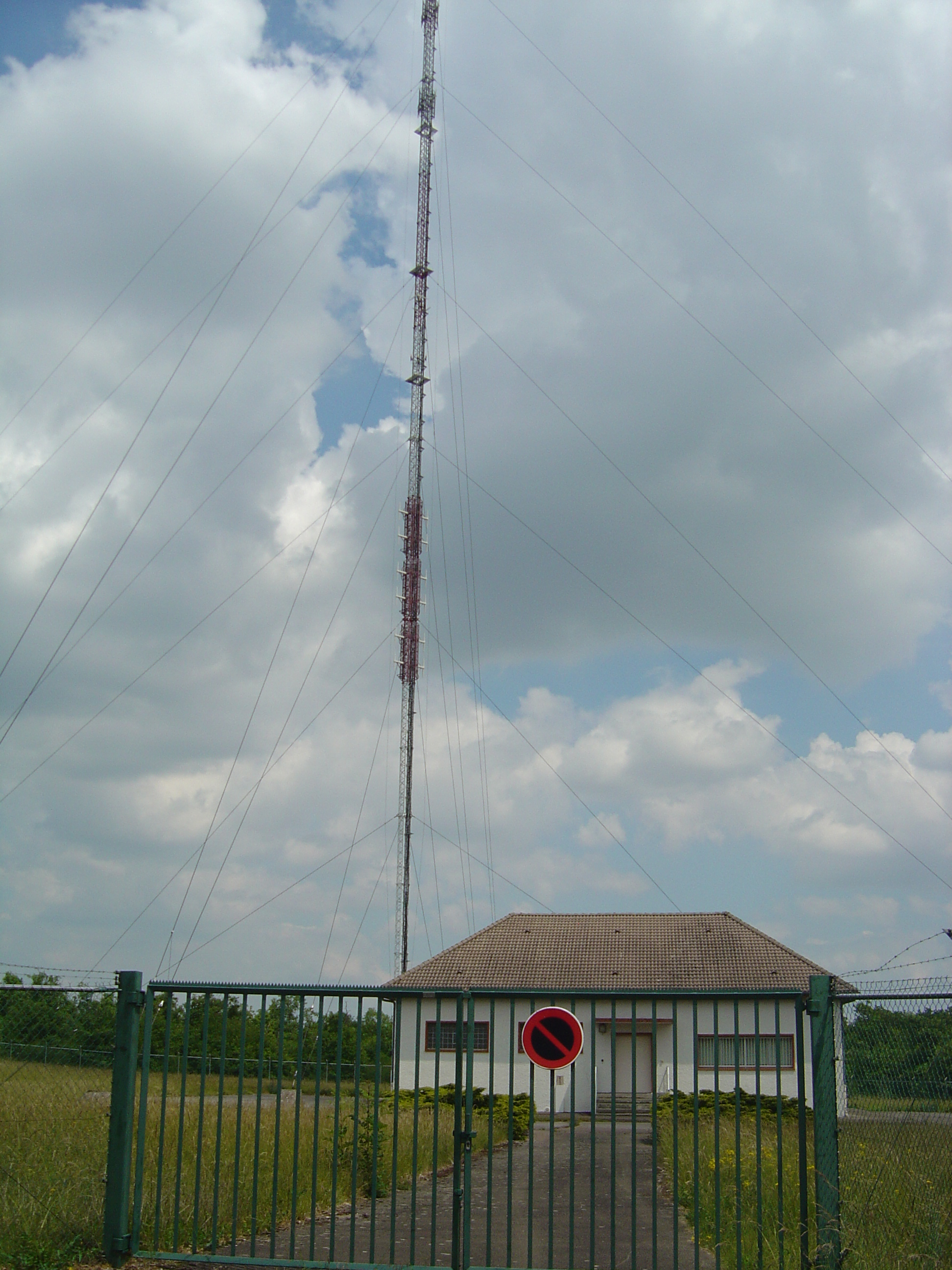
Antenne avancée isolée de l'aviation civile

Le mont Afrique est un sommet de la côte d'Or, dans le département du même nom. Il est situé sur les communes de Corcelles-les-Monts et Flavignerot, à proximité de Dijon.

## Étymologie
L'origine exacte du toponyme Afrique, assez insolite pour la région bourguignonne, n'est pas clairement établie. Une légende locale ainsi que quelques auteurs pensent qu'il fait référence à un corps auxiliaire des légions romaines, constitué de troupes africaines, qui aurait stationné en ce lieu. En effet, il existe au sommet du mont les restes d'un campement antique, d'ailleurs encore appelé « Camp de César ». C'est la thèse, notamment, d'André Guillaume : « on y a découvert de nombreux objets et monnaies des époques gauloise et romaine, ainsi que des tuiles à rebords dont certaines avec estampille de la 8e légion appelée Africana ». M. Beaulieu, un érudit du début du XIXe siècle, pense qu'il s'agit plus simplement d'un nom dérivé du latin anfractum, « croisée de deux chemins », ou d'apricus, « exposé au soleil », ce qui correspondrait mieux à la géographie du site.

## Géographie
Située à 5 km de Dijon qu'elle domine au sud-ouest, la montagne a une topographie tabulaire et relativement plate sur le sommet. Ses coteaux sont variés, légèrement pentus voire très pentus, et ils présentent par endroits des falaises de quelques mètres à vingt mètres maximum. Il culmine à 600 mètres d'altitude dans la côte dijonnaise, à l'extrémité nord de la côte d'Or, sous le Plain de Suzâne qui le dépasse de deux mètres. Du fait de sa position, il est possible par temps clair d'apercevoir le massif du Mont-Blanc, situé à environ 215 km au sud-est.

## Histoire

### Antiquité
Le site est occupé du Ier siècle av. J.-C. au IVe siècle par un oppidum des Lingons.
Selon l'historiographie traditionnelle (largement remise en cause aujourd'hui), la bataille dite « de Dijon » qui précède Alésia en 52 av. J.-C. oppose la cavalerie de Vercingétorix à l'armée romaine de César et à ses auxiliaires germains dans une plaine située aux environs de l'actuelle ville de Dijon,. Bien que le site de cette bataille reste encore sujet à polémique, quelques éléments de la toponymie locale (« Camp de César », « Mont-Afrique ») ainsi que quelques restes archéologiques semblent évoquer l'hypothétique présence dans la région de troupes africaines auxiliaires des légions romaines ; c'est la thèse, notamment, d'André Guillaume. Néanmoins, aucun élément tangible ne permet de valider définitivement ces suppositions pour le site même du mont Afrique.

#### Camp de César
La partie sud-est du plateau, aujourd'hui nommée « Camp de César », constitue un éperon barré dont la structure fortifiée est formée d'un rempart en pierres sèches long de 380 m, épais de 8 m à sa base et d'une hauteur moyenne variant de 3,60 m à 4,60 m. Le rempart est défendu du côté extérieur par un ensemble de trois fossés taillés dans le roc. Le premier fossé situé au pied de la fortification, d’une largeur moyenne de 4 à 5 m, est surmonté à l’avant d’une levée en pierre sèches sur une hauteur de 0,50 m. Il est séparé des autres fossés, larges d’1,80 m, par un espace libre d’environ 20 m. Une entrée est aménagée au milieu de la fortification.

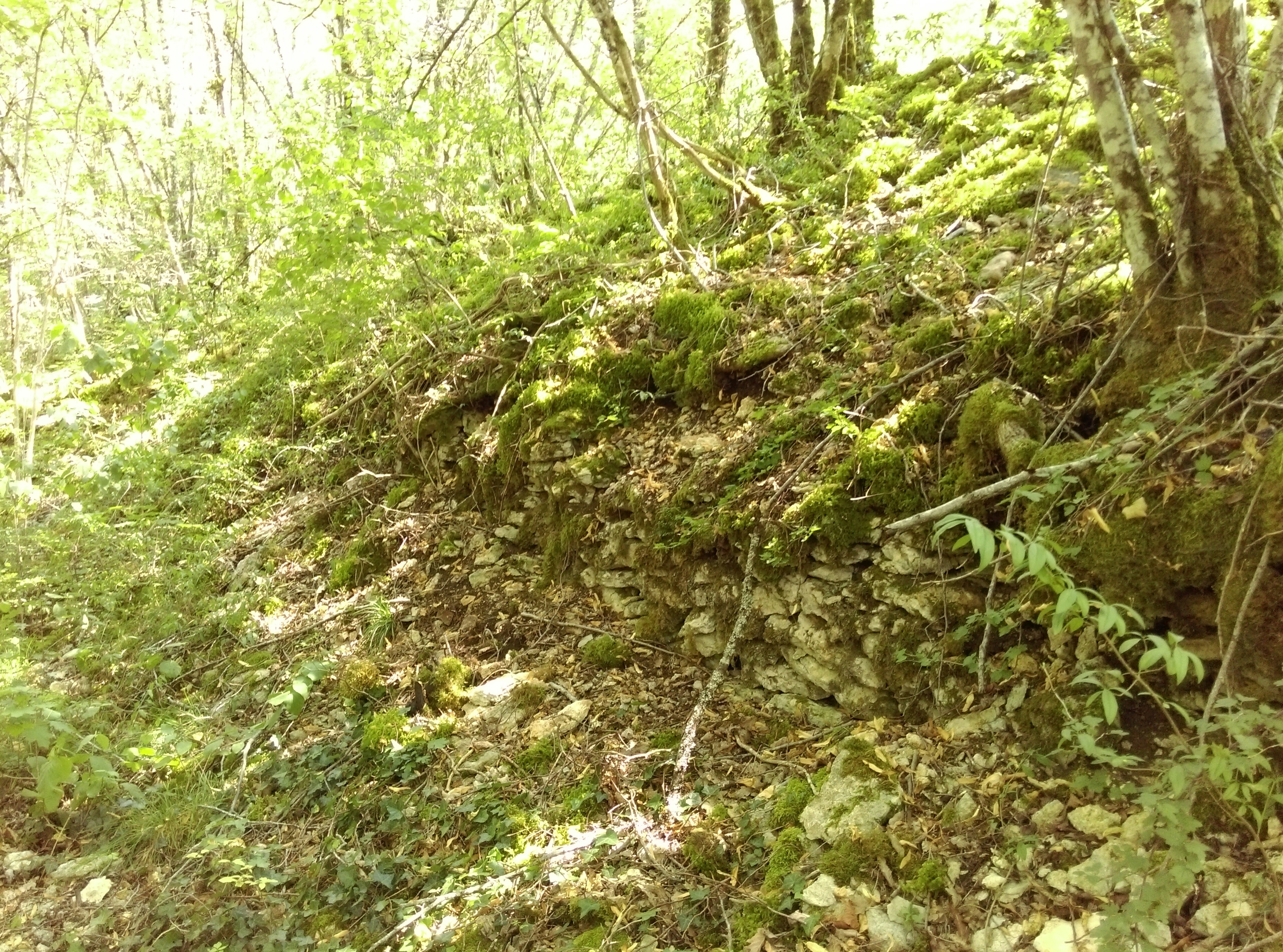
Vestige du rempart gallo-romain du mont Afrique.

Les vestiges de ce rempart sont encore très largement visibles aujourd'hui sous forme d'une butte imposante barrant d'est en ouest l'ensemble de la pointe du plateau. Par endroit, il est possible de voir l'empilement de pierres sèches de l'époque. La construction du chemin de ronde autour du plateau a conduit à l'évidement complet du rempart sur la largeur du chemin.
La pointe sud du « Camp de César » est également barrée par un plus petit rempart interne. Des doutes demeurent cependant sur l'attribution chronologique de cette fortification, elle aussi toujours visible de nos jours.
L'occupation gauloise du site se concentre le long du rempart et sur les flancs est et ouest de l'éperon dont on suppose, à la lumière des études archéologiques effectuées, qu'elle constituait lieu de culte, activités artisanales et activités économiques locales et à longue distance.

### Moyen Âge

#### Nécropole mérovingienne
Des prospections archéologiques signalent une nécropole mérovingienne dans la combe Saint-Vincent, vallée du flanc ouest du « Camp de César », dont la localisation reste approximative.

#### Fours à chaux
À partir du Moyen Âge et jusqu'au XVIIe siècle, un grand nombre de fours à chaux apparait dans la région. Sur le mont Afrique, des fours à chaux sont mis en place à proximité des remparts que l'emprunt des pierres permettent d'alimenter facilement.
On trouve ainsi aujourd'hui les vestiges de ces fours sous la forme de dômes d'1,50 à 2 m de hauteur et de 20 à 25 m de diamètre avec une excavation conique centrale dont le diamètre au sommet est de 8 à 8,50 m pour 1,50 à 2 m à la base. Dans un rayon d’environ 10 à 15 m, tout autour des fours à chaux, on remarque dans le sol les travaux d’extraction de la pierre sur une profondeur de 0,50 à 1 m. On trouve ces fours principalement au nord-ouest de l'enceinte et au moins un, accolé au plus petit rempart, du côté nord-ouest.

### Époque contemporaine

#### Un réduit du système défensif Séré de Rivières
Au lendemain de la défaite de 1870-1871, Dijon est choisie, avec Langres, Besançon, Reims, Laon et La Fère pour constituer la « deuxième ligne » du système de défense de Séré de Rivières (la première étant axée sur Verdun, Toul, Épinal et Belfort). Un ensemble de forts ceinture donc l'agglomération de 1875 à 1883 et donne naissance à la place fortifiée de Dijon. Le mont Afrique, situé à quelques kilomètres au sud-ouest du fort de la Motte-Giron, est choisi pour abriter un réduit, c'est-à-dire un ultime point de résistance d'une position comprenant un noyau (le réduit proprement dit) et des positions satellites. Bâti entre 1878 et 1879, ce réduit du mont Afrique, initialement prévu pour l'accueil d'une troupe de 600 hommes, se voit adjoindre trois positions annexes : la batterie du Camp Romain, celle de Flavignerot et celle de Roche Chainiènes. Dans le système Boulanger (1887), ce réduit est rebaptisé « réduit Lambert ». Un poste de communications optiques de forme circulaire est également construit au point culminant du mont.
Le réduit du Mont-Afrique, ou réduit Lambert, est de forme rectangulaire (60 mètres sur 40 mètres). Il est cerné par un fossé présentant une escarpe et une contrescarpe non revêtues. Des lauzes recouvrent une partie du sommet de l'escarpe. Sur la contrescarpe, un tambour (ou un ravelin), avec des murs crénelés, précède le réduit. Un pont fixe franchit le fossé et mène à l'entrée présentant un fronton et des chronogrammes (1878-1879).

#### Un amer pour la navigation aérienne
En 1924, l'ancien poste de communications optiques du réduit Lambert, devenu de fait un amer pour les premiers aéronefs survolant la région, est remplacé par un puissant phare aéronautique ; celui-ci est inauguré en 1925 par Gaston Gérard, maire de Dijon, et le général Jacques Théodore Saconney. Il s'agit alors du premier phare aéronautique terrestre pour avions, à une époque où la navigation aérienne s'effectue encore essentiellement à vue. Néanmoins, sa présence n'empêchera pas, quelques années plus tard, un Super Goliath du 22e régiment d'aviation de Chartres de s'écraser sur une hauteur toute proche à la suite de soucis mécaniques (août 1930).
Placé au croisement des routes Paris-Suisse-Italie et Paris-Méditerranée, le puissant faisceau lumineux du phare aéronautique est dans certaines conditions visible jusqu'à 400 km (en étant à une certaine altitude de vol). On dit même qu'il aurait été « visible » de Rouen, Bruxelles, Anvers ou Turin. Créé par huit lentilles de deux mètres de diamètre, ce faisceau illumine le ciel côte-d'orien toutes les dix secondes en délivrant une puissance d'un milliard de bougies[réf. nécessaire].
En cela, le phare dijonnais répond parfaitement aux besoins des aviateurs, rendant à la navigation aérienne un service incomparable expliqué par Saconney en ces termes : « Et désormais, au moment où le pilote va voir s’estomper puis disparaître dans les dernières lueurs du couchant les repères qui, jusque-là, l’avaient guidé, le grand phare tournant va s’allumer et, par ses grands pinceaux lumineux qui balaieront l’espace et fouilleront la nuit, il portera à tous les navigateurs de l’air, qu’attriste le grand vide noir, le réconfort de sa présence. »
En 1946, le phare est mitraillé par un avion américain. Le mécanisme est remplacé par un système de quatre lampes électriques de 40 000 watts chacune dont les faisceaux lumineux sont concentrés par de nouvelles lentilles de 1,70 m de diamètre. Rendu inutile avec l'arrivée des nouvelles technologies de navigation aérienne, le phare est vendu et détruit en 1961. On peut toujours apercevoir sa base sur l'ancien fort[réf. nécessaire].

#### Implantation d'antennes hertziennes
Dans la deuxième moitié du XXe siècle, diverses antennes sont installées à quelques centaines de mètres du phare aéronautique alors désaffecté[réf. nécessaire].

#### Le faisceau hertzien téléphonique Dijon - Strasbourg
Dans les années 1950, le site du mont Afrique est choisi pour y implanter une des extrémités du faisceau hertzien PTT Dijon-Strasbourg.
Il s'agit d'une succession de quatre antennes réparties entre les deux villes destinée à relier les communications téléphoniques. C'est ainsi que le 23 février 1952, l'artère hertzienne Dijon - Strasbourg est inaugurée lors de sa mise en service par M. le Ministre des PTT, Roger Duchet, au Centre hertzien du Mont Afrique. Un jeu d'antennes y est implanté sur un pylône métallique haubané provisoire. En 1953, cette structure métallique légère est démantelée et remplacée par un relais hertzien en béton haut de 65 m[réf. nécessaire].

#### Le faisceau hertzien audiovisuel Paris - Lyon
La tour en béton de 1953 du faisceau hertzien téléphonique Dijon - Strasbourg est utilisée dans les années qui suivent pour y faire transiter le faisceau RTF en direction de Lyon, permettant d'acheminer les programmes audiovisuels depuis Paris.

#### Un émetteur provisoire de télévision pour l'agglomération dijonnaise
Alors que la mise en service d'un émetteur de télévision à Nuit-Saint-Georges, à 25 km au sud de Dijon, ne se fera que quatre ans plus tard, la Télévision suisse romande met en service le 1er novembre 1954 un puissant émetteur au col de la Barillette sur le massif de la Dôle qui assure une bonne réception jusqu'à Dijon et ses environs. Le problème est que la Suisse émet ses programmes télévisuels en norme B à 625 lignes alors la France utilise la norme E à 819 lignes, incompatibles entre elles. Il faut alors dissuader les Dijonnais de s'équiper en téléviseurs norme B qui auraient été ensuite incapables de capter les émissions 819 lignes françaises après la mise en service de l'émetteur régional prévu à Nuits-Saint-Georges. Malgré des restrictions budgétaires, la RTF contre-attaque en décidant d'installer un relais provisoire de faible puissance destiné à cette agglomération. C'est ainsi que, le 2 novembre 1955, un petit émetteur provisoire orienté vers Dijon est mis en service au mont Afrique.

#### Une nouvelle tour hertzienne
Devant l'augmentation croissante des réseaux hertziens en France, une nouvelle tour hertzienne en béton de 74 mètres de haut est construite au début des années 1970[réf. nécessaire].
Depuis l'arrivée de la TNT et d'Internet, de nombreuses antennes ont été déposées. Les structures restent néanmoins utilisées pour abriter des antennes de téléphonie mobile, de radio FM, de faisceau hertzien (TDF, téléphonie fixe et téléphonie mobile), de communications terrestres EDF, de radiomessagerie et réseau PMR à destination des services de sécurité.
Quant à la télédiffusion, le mont Afrique ne comporte plus d'antennes. L'émetteur TNT le plus proche est aujourd'hui situé sur la commune de Chenôve, sur le mât du Plain de la montagne, sur le chemin rural no 20, la Combe Trouhaude.

#### Une antenne avancée de l'aviation civile
Par la suite, le site du mont Afrique est choisi pour y implanter antenne avancée isolée (Isolated remote station) des Centre en route de la navigation aérienne (CRNA) Nord à Athis-Mons et Sud-Est à Aix-en-Provence.
Les antennes avancées sont des stations d’émission / réception radio VHF déportées, réparties sur le territoire national et à l’étranger, implantées sur des sites isolés ou sur des aérodromes, et reliées à la chaîne radio des centres de contrôle (CRNA et aérodromes). Elle permettent de relayer les communications vocales entre pilotes et contrôleurs des CRNA via des liaisons spécialisées sur de longues distances. Dans le cas du mont Afrique, cette antenne permet aux pilotes dans le secteur de Dijon de communiquer avec les contrôleurs aériens basés en Île-de-France ou à Aix-en-Provence selon le secteur choisi[réf. nécessaire].

## Occupation actuelle
Désormais, le site du Réduit Lambert est occupé par la brigade canine de la sécurité publique de Dijon, un chenil de la police nationale dijonnaise.
C'est également sur ce même site qu'est implanté le centre régional de formation des unités cynophiles[réf. nécessaire].
Des courses sportives sont régulièrement organisées sur le site.
De nombreux lieux se prêtent à l'aménagement de spots de dirt (sauts extrêmes) ou de freeride VTT sur le sommet du mont ou sur ses coteaux. Les sentes utilisées par ces cyclistes de l'extrême sont souvent balisées par un marquage jaune et marron[réf. nécessaire].
Le 9 octobre 2004, le crash d'un avion belge Piper PA-46 sur sa barre rocheuse fait 4 victimes.

## Littérature
Jean-Claude Pirotte publie en 1999 un roman, Mont Afrique, dont une partie des actions se déroule dans les environs.
André Beuchot évoque le phare aéronautique dans son roman, Cerises à l'eau-de-vie et faux billets.